# Mapping (estilo de conteúdo)
O mapping (do inglês: mapeamento) é um estilo de conteúdo audiovisual de entretenimento que surgiu no YouTube no final de 2007, e se popularizou a partir de 2013, principalmente nos Estados Unidos e na Polônia, chegando ao Brasil a partir de 2016. A comunidade que realiza esses vídeos é conhecida como a comunidade mapper, e os criadores de conteúdo são chamados de mappers. O estilo é popular principalmente nos Estados Unidos, na Polônia e na América Latina.
Esse estilo de conteúdo consiste em vídeos onde países e outras entidades políticas, representados em um mapa cartográfico, interagem entre si, podendo explorar cenários de história alternativa, futuros alternativos, entre outros. O formato é caracterizado por mudanças no mapa ao longo do tempo, frequentemente com uma narrativa envolvente e música dramática.
O mapping pode incluir tanto cenários fictícios quanto representações de temas reais, como a evolução do mapa de uma entidade política, região ou até do mundo inteiro ao longo do tempo. Os vídeos podem abordar períodos de tempo como anos (every-year), meses (every-month), dias (every-day) ou até horas (every-hour) e minutos (every-minute) em eventos de curta duração, mostrando a mudança no mapa político. O estilo também costumava ser acompanhado pela presença de countryballs.
Embora o mapping envolva frequentemente cenários realistas e históricos, também existem subgrupos dentro da comunidade que preferem criar representações fictícias. Esse subgrupo é denominado mapperdonianos na comunidade mapper anglófona, termo que surgiu após a popularização do conceito de "Mapperdonia", utilizado para apelidar os mappers que criam conteúdos fictícios.
O registro mais antigo conhecido de um vídeo no estilo mapping é de 29 de dezembro de 2007, intitulado "World War III", criado por um youtuber estadunidense. Já o segundo vídeo, mais próximo do estilo atual, foi publicado em 7 de julho de 2008, chamado "World War 1 and 2 Simulation With MS Paint", também de um criador estadunidense. Nos anos 2020, o estilo de conteúdo mapping começou a entrar em declínio, com uma diminuição no número de produções desse tipo.